# Letta Mbulu
Letta Mbulu (Soweto, 23 agosto 1942) è una cantante sudafricana.
Iniziò la propria carriera musicale nei primi anni Sessanta in Sudafrica, per poi trasferirsi negli Stati Uniti nel 1964 in seguito all'inasprirsi del regime dell'apartheid. Ha collaborato, tra gli altri, con Cannonball Adderley e Harry Belafonte, e con Michael Jackson per la canzone Liberian Girl, in cui Mbulu canta in swahili.

## Biografia
Nata e cresciuta a Soweto, in Sudafrica, è stata attiva come cantante fin dagli anni Sessanta. Ancora adolescente è stata in tournée con il musical King Kong. Nel 1964 è partita per gli Stati Uniti a causa dell'inaspirsi del regime dell'Apartheid.
A New York entrò in contatto con altri esuli sudafricani, tra cui Miriam Makeba, Hugh Masekela e Jonas Gwangwa, e continuò a lavorare con Cannonball Adderley, David Axelrod e Harry Belafonte.
La sua voce può essere ascoltata anche nella serie televisiva Radici, nei film Il colore viola (1985) e in Grazie per quel caldo dicembre del 1973, ed è stata ospite in un episodio della sesta stagione di Soul Train. Mbulu ha anche fornito il canto in swahili nel singolo di Michael Jackson "Liberian Girl". Il produttore Quincy Jones ha detto di lei: "Mbulu è la signora delle radici, proiettando una raffinatezza e un calore che suscita la speranza di raggiungere l'amore puro, la bellezza e l'unità nel mondo".
È membro fondatore del South African Artists United (SAAU), un'organizzazione fondata nel 1986.

## Discografia parziale
- Letta Mbulu Sings (Capitol, 1967)
- Free Soul (Capitol, 1968)
- Letta (Chisa, 1970)
- Naturally (Fantasy, 1972)
- There's Music in the Air (A&M, 1976)
- Letta Mbulu (A&M, 1978)
- The Best of Letta & Caiphus (Columbia, 1996)
- Greatest Hits (Columbia, 1999)
- Culani Nami (Sony, 2007)